# NORCECA Final Six maschile 2024
La NORCECA Final Six maschile 2024 si è svolta dal 20 al 25 agosto 2024 a Gatineau, in Canada: al torneo hanno partecipato sei squadre nazionali nordamericane e la vittoria finale è andata per la seconda volta consecutiva agli Stati Uniti.

## Impianti
|                                                                           |  |  |
|                                                                           |  |  |
| Centre Slush Puppie Città: Gatineau Capienza: 5 000 Anno d'apertura: 2021 |  |  |

## Regolamento

### Formula
La formula ha previsto un girone all'italiana, al termine del quale:
- Le prime due classificate hanno avuto accesso alla finale per il primo posto.
- La terza e la quarta classificata hanno avuto accesso alla finale per il terzo posto.
- Le ultime due classificate hanno avuto accesso alla finale per il quinto posto.

### Criteri di classifica
Se il risultato finale è stato di 3-0 sono stati assegnati 5 punti alla squadra vincente e 0 a quella sconfitta, se il risultato finale è stato di 3-1 sono stati assegnati 4 punti alla squadra vincente e 1 a quella sconfitta, se il risultato finale è stato di 3-2 sono stati assegnati 3 punti alla squadra vincente e 2 a quella sconfitta.
L'ordine del posizionamento in classifica è stato definito in base a:
- Numero di partite vinte;
- Punti;
- Ratio dei set vinti/persi;
- Ratio dei punti realizzati/subiti;
- Risultati degli scontri diretti.

## Squadre partecipanti
| Squadra         | Qualificazione                         | Ultima partecipazione |
| --------------- | -------------------------------------- | --------------------- |
| Canada          | PaesCentre Slush Puppiee organizzatore | Canada 2023           |
| Cuba            | Ranking NORCECA                        | Canada 2023           |
| Messico         | Ranking NORCECA                        | Canada 2023           |
| Porto Rico      | Ranking NORCECA                        | Canada 2023           |
| Rep. Dominicana | Ranking NORCECA                        | Canada 2023           |
| Stati Uniti     | Ranking NORCECA                        | Canada 2023           |

## Torneo

### Risultati
| 20 agosto 2024 Centre Slush Puppie, Gatineau Durata: 1h:12 - Spettatori: 132 | Cuba            | 0 - 3 | Messico         | 22-25, 9-25, 21-25                |
| 20 agosto 2024 Centre Slush Puppie, Gatineau Durata: 1h:59 - Spettatori: 168 | Stati Uniti     | 3 - 1 | Rep. Dominicana | 28-26, 22-25, 25-19, 25-16        |
| 20 agosto 2024 Centre Slush Puppie, Gatineau Durata: 1h:21 - Spettatori: 120 | Canada          | 3 - 0 | Porto Rico      | 25-19, 25-21, 25-19               |
| 21 agosto 2024 Centre Slush Puppie, Gatineau Durata: 1h:59 - Spettatori: 170 | Stati Uniti     | 3 - 2 | Messico         | 26-24, 23-25, 19-25, 25-13, 15-11 |
| 21 agosto 2024 Centre Slush Puppie, Gatineau Durata: 1h:24 - Spettatori: 153 | Cuba            | 3 - 0 | Porto Rico      | 25-23, 26-24, 25-20               |
| 21 agosto 2024 Centre Slush Puppie, Gatineau Durata: 1h:29 - Spettatori: 288 | Canada          | 3 - 0 | Rep. Dominicana | 32-30, 25-19, 27-25               |
| 22 agosto 2024 Centre Slush Puppie, Gatineau Durata: 1h:19 - Spettatori: 100 | Stati Uniti     | 3 - 0 | Porto Rico      | 25-15, 25-21, 25-23               |
| 22 agosto 2024 Centre Slush Puppie, Gatineau Durata: 1h:13 - Spettatori: 119 | Rep. Dominicana | 0 - 3 | Messico         | 18-25, 21-25, 21-25               |
| 22 agosto 2024 Centre Slush Puppie, Gatineau Durata: 1h:21 - Spettatori: 424 | Canada          | 3 - 0 | Cuba            | 25-23, 25-20, 25-21               |
| 23 agosto 2024 Centre Slush Puppie, Gatineau Durata: 1h:52 - Spettatori: 284 | Messico         | 1 - 3 | Porto Rico      | 25-18, 26-28, 19-25, 20-25        |
| 23 agosto 2024 Centre Slush Puppie, Gatineau Durata: 1h:18 - Spettatori: 378 | Rep. Dominicana | 3 - 0 | Cuba            | 25-20, 25-23, 25-22               |
| 23 agosto 2024 Centre Slush Puppie, Gatineau Durata: 1h:24 - Spettatori: 396 | Canada          | 3 - 0 | Stati Uniti     | 25-21, 25-23, 25-18               |
| 24 agosto 2024 Centre Slush Puppie, Gatineau Durata: 1h:35 - Spettatori: 103 | Porto Rico      | 2 - 3 | Rep. Dominicana | 25-17, 25-22, 15-25, 25-20        |
| 24 agosto 2024 Centre Slush Puppie, Gatineau Durata: 1h:17 - Spettatori: 112 | Stati Uniti     | 2 - 3 | Cuba            | 33-31, 25-14, 25-17               |
| 24 agosto 2024 Centre Slush Puppie, Gatineau Durata: 1h:59 - Spettatori: 196 | Canada          | 2 - 3 | Messico         | 21-25, 23-25, 27-25, 21-25        |

### Classifica
| Pos | Squadra         | Pt | G | V | P | SV | SP | Ratio | PF  | PS  | Ratio |
| --- | --------------- | -- | - | - | - | -- | -- | ----- | --- | --- | ----- |
| 1   | Canada          | 21 | 5 | 4 | 1 | 13 | 3  | 4,333 | 401 | 359 | 1,116 |
| 2   | Stati Uniti     | 17 | 5 | 4 | 1 | 12 | 6  | 2,000 | 428 | 380 | 1,126 |
| 3   | Messico         | 17 | 5 | 3 | 2 | 12 | 7  | 1,714 | 438 | 408 | 1,073 |
| 4   | Porto Rico      | 8  | 5 | 2 | 3 | 6  | 11 | 0,545 | 371 | 400 | 0,927 |
| 5   | Rep. Dominicana | 7  | 5 | 1 | 4 | 5  | 12 | 0,416 | 379 | 414 | 0,915 |
| 6   | Cuba            | 5  | 5 | 1 | 4 | 3  | 12 | 0,250 | 319 | 375 | 0,850 |

- Qualificata alla finale per il 1º posto
- Qualificata alla finale per il 3º posto
- Qualificata alla finale per il 5º posto

### Fase finale

#### Finale 5º posto
| 25 agosto 2024 Centre Slush Puppie, Gatineau Durata: 1h:46 - Spettatori: 228 | Rep. Dominicana | 1 - 3 | Cuba | 19-25, 36-34, 24-26, 21-25 |

##### Finale 3º posto
| 25 agosto 2024 Centre Slush Puppie, Gatineau Durata: 2h:05 - Spettatori: 247 | Messico | 3 - 2 | Porto Rico | 21-25, 25-17, 25-18, 23-25, 15-11 |

##### Finale
| 25 agosto 2024 Centre Slush Puppie, Gatineau Durata: 1h:43 - Spettatori: 1 000 | Canada | 1 - 3 | Stati Uniti | 19-25, 25-17, 20-25, 22-25 |

## Classifica finale
| Pos     | Squadra         | Rosa |
| ------- | --------------- | --- |
| Oro     | Stati Uniti     | Formazione: 2 Robinson, 5 Sloane, 8 Flexen, 10 Rama, 11 Knight, 12 Wong Diallo, 13 Rottman, 18 Dvorak, 20 Ezeonu, 21 Briggs, 22 McIntosh, 23 McRaven, 28 Slight, 30 Braun, CT: Read               |
| Argento | Canada          | Formazione: 2 Greenidge, 15 Gratton, 17 South, 18 Kuiken, 19 Portelance, 22 Heslinga, 26 Schoenherr, 45 Cherewaty, 48 Greves, 66 Martens, 73 Gingera, 87 Hollands, 88 Picklyk, 96 Varga, CT: Hoag |
| Bronzo  | Messico         | Formazione: 1 Righetto, 3 Bravo, 4 Ferrán, 5 Parra, 8 Mendoza, 9 Téllez, 10 Sanay, 11 López, 12 Fuentes, 29 Martínez, 33 Garay, 48 Hernández, CT: Schwanke                                        |
| 4       | Porto Rico      | Formazione: 1 Rivera, 2 Lawrence, 4 Del Valle, 10 Carrillo, 12 Rosado, 13 Meléndez, 14 Estrada, 16 Ellis, 19 Rosa, 21 Figueroa, 22 Feliciano, 26 de la Cruz, CT: Antonetti                        |
| 5       | Cuba            | Formazione: 1 Chirino, 5 Iglesias, 6 González, 9 Rodríguez, 10 T. Suárez, 12 Andreu, 13 Martínez, 15 Camino, 19 Pedroso, 33 Wilson, CT: Cruz                                                      |
| 6       | Rep. Dominicana | Formazione: 2 Molina, 4 Andújar, 5 Jiménez, 6 Figueroa, 7 de Jesús, 8 Gómez, 9 Almonte, 12 Rojas, 13 Antigua, 14 Ramírez, 15 Rosario, 16 Torres, 18 Ortiz, 19 Cruz, CT: Mañon                     |

## Premi individuali
| Premio                | Nome             | Squadra         |
| --------------------- | ---------------- | --------------- |
| MVP                   | Nicholas Slight  | Stati Uniti     |
| Miglior realizzatore  | Adrián Figueroa  | Rep. Dominicana |
| Miglior servizio      | Cooper Robinson  | Stati Uniti     |
| Miglior difesa        | Hiram Bravo      | Messico         |
| Miglior ricevitore    | Mason Briggs     | Stati Uniti     |
| Miglior palleggiatore | Mason Greves     | Canada          |
| Miglior opposto       | Adrián Figueroa  | Rep. Dominicana |
| Miglior schiacciatore | Franky Hernández | Messico         |
| Miglior schiacciatore | Héctor Cruz      | Rep. Dominicana |
| Miglior centrale      | Trent Cherewaty  | Canada          |
| Miglior centrale      | DiAeris McRaven  | Stati Uniti     |
| Miglior libero        | Dennis Del Valle | Porto Rico      |